# Колокольчик крупноколосковый
Колоко́льчик крупноколоско́вый, или крупноколо́сый (лат. Campánula macrostachya) — вид цветковых растений рода Колокольчик (Campanula) семейства Колокольчиковые (Campanulaceae).

## Ботаническое описание
Двулетнее травянистое растение высотой от 30 до 110 см, со стержневым корнем. Стебель прямостоячий, неветвистый, жёстко опушён щетинками и волосками.
Цветки сидячие, многочисленные (до 100 и более), собраны в прерывистые колосовидные соцветия, располагаются в нём густыми однобокими пучками по 6—7. Венчик трубчатый, фиолетово-синий, голый.
Цветение в июне—июле.
Плод — трёхгранная коробочка. Семена цилиндрические, тёмно-бурые. Размножение семенное.

## Распространение и местообитание
Произрастает на юге Средней Европы, на Балканах, в Молдавии, на западе Малой Азии. Центр ареала вида находится в придунайских странах и на Балканах, также встречается на Украине на Донецком кряже. В России колокольчик крупноколосковый известен только из Ростовской области.
Засухоустойчив, растёт на степных и каменисто-степных склонах, среди кустарниковых зарослей, на опушках.

## Охрана
Вид включён в Красную книгу Ростовской области и Донецкой области Украины. Причина сокращения численности — низкая конкурентоспособность, и, как следствие, особая чувствительность к антропогенным факторам — распашке целины, выпасу скота.

## Синонимика
- Campanula cervicaria subsp. macrostachya (Waldst. & Kit. ex Willd.)
- Campanula cervicaria var. multiflora Rchb.
- Campanula macedonica Boiss. & Orph. ex Freyn, nom. illeg.
- Campanula multiflora Waldst. & Kit.[3]